# Kuraia (álbum)
Kuraia es el título del primer álbum musical del grupo vasco-aragonés Kuraia.
El álbum se grabó en poco menos de un mes, durante octubre de 2001. Para ello, el grupo utilizó los estudios Fidelenea (propiedad de Mikel Kazalis), ayudados por Karlos Osinaga (Lisabö) como técnico de sonido. Las mezclas y masterización se realizaron durante el mes de noviembre en los Garate Estudios (de Kaki Arkarazo), con Haritz Harreguy como mezclador.
A pesar de ser de Aragón(Ejea), Fernando Sapo cantó en euskera, iniciando sus estudios de euskera en AEK. Todas las canciones excepto «Infierno» (en castellano) y «Güello gorria» (en aragonés), están en euskera.

## Lista de canciones
1. «Ni ere» («Yo también»)
(Letra y música: Joseba Ponce/Fernando Sapo.)
2. «Bizi gera» («Vivimos»)
(Letra y música: Joseba Ponce.)
3. «Kea» («Humo»)
(Letra:Joseba Ponce. Música: Joseba Ponce/Fernando Sapo.)
4. «Biluztu» («Desnúdate»)
(Letra: Joseba Ponce. Música: Joseba Ponce/Fernando Sapo.)
5. «Marketing»
(Letra: Joseba Ponce. Música: Joseba Ponce/Fernando Sapo.)
6. «Güello gorria» («El ojo rojo»)
(Letra: Fernando Sapo/Joseba Ponce. Música: Joseba Ponce.)
7. «Ezin gelditu» («Sin poder parar»)
(Letra y música: Joseba Ponce/Fernando Sapo.)
8. «Bidaiatzen» («Viajando»)
(Letra: Joseba Ponce. Música: Letra y música: Joseba Ponce/Fernando Sapo.)
9. «Uhin banpiroak» («Ondas vampiro»)
(Letra y música: Joseba Ponce.)
10. «Infierno»
(Letra: Fernando Sapo. Música: Joseba Ponce.)
11. «Egunsentian» («En el amanecer»)
(Letra: Fernando Sapo. Música: Joseba Ponce.)

## Personal
- Fernando Sapo - voz
- Joseba Ponce - guitarra
- Mikel Kazalis - bajo
- Galder Izagirre - batería

## Personal técnico
- Karlos Osinaga: técnico de sonido.
- Haritz Harreguy: técnico de sonido, masterización y mezclas.
- Galder Izagirre: fotos.
- Joseba Ponce: diseño.